# Lycodon zawi
Lycodon zawi, también conocida como serpiente lobo de Zaw, es una especie de serpiente del género Lycodon, familia de los colúbridos.

## Hallazgo
Fue descubierta en el año 2001 en el estado de Assam, India, situado en el Himalaya oriental, por los investigadores Slowinski, Pawar, Win, Thin, Tun, Gyi, Oo & Tun; también habita en Bangladés y en Birmania.

## Hábitat y características
Es de hábitos nocturnos; habita en bosques y arroyos a aproximadamente 500 metros de altitud y se alimenta casi exclusivamente de gecos. 
- Longitud: 50 centímetros
- Color: Negra con bandas blancas.